# Christoph Trebesch
Christoph Trebesch (* in Ukkel, Belgien) ist ein deutscher Ökonom und Professor für Makroökonomie an der Universität Kiel und dem IfW Kiel. Seine Forschungsschwerpunkte sind: Staatsschulden und Schuldenkrisen, Internationale Kapitalflüsse, Politische Ökonomie und Populismus, sowie Geopolitik und Geoökonomie.

## Leben
Nach dem Diplom 2005 in Volkswirtschaftslehre an der FU Berlin war er von 2006 bis 2011 wissenschaftlicher Mitarbeiter an der Hertie School und FU Berlin. Nach der Promotion 2011 in Volkswirtschaftslehre an der FU Berlin bei Helge Berger und Henrik Enderlein war er von 2011 bis 2017 Juniorprofessor an der Fakultät für VWL der LMU München. Seit 2017 ist am IfW Kiel Leiter des Forschungsbereichs Internationale Finanzmärkte und lehrt er als Professor für Makroökonomie (W3) an der Universität Kiel.
Trebesch ist seit 2019 Mitglied im Wissenschaftlicher Beirat beim Bundesministerium der Finanzen. Er war Gastforscher in Yale, Berkeley, Harvard, und beim Internationalen Währungsfonds.

## Forschung
Trebesch ist vor allem durch seine Arbeiten zu Staatsschulden und Schuldenkrisen bekannt. Seine Arbeiten zu Chinas Schuldenvergabe sind weltweit auf Interesse gestoßen.
Er forscht auch zum Thema Populismus und Ökonomie. Seine Studie „Populist Leaders and the Economy“ im American Economic Review zeigt, dass das Wirtschaftswachstum deutlich zurückgeht, nachdem populistische Regierungen an die Macht kommen.
In den letzten Jahren arbeitet Trebesch zunehmend zu Fragen der Geoökonomie und Geopolitik. 2022 gründete er die „Kiel Initiative in Geopolitics and Economics“ (KIGE) und ist seitdem deren Direktor. Er entwickelte den Ukraine Support Tracker, eine vielzitierte Datenbank, die die militärische und finanzielle Hilfe an die Ukraine quantifiziert und international vergleichbar macht.
2023 erhielt er einen ERC Consolidator Grant, eine der höchstdotierten und renommiertesten Forschungsförderungen in Europa. Sein ERC Projekt untersucht, wie Geopolitik und Großmachtrivalität die globalen Finanzströme beeinflussen.

## Ehrungen
2012: Ernst Reuter Preis der FU Berlin
2024: Gossen-Preis